# 2e régiment d'artillerie à pied (1910-1914)
Pour les articles homonymes, voir 2e régiment.
Pour le 2e régiment d'artillerie à pied existant avant 1867, voir 2e régiment d'artillerie (France).
Le 2e régiment d'artillerie à pied (2e RAP) est un ancien régiment de l'armée française, créé en 1910 à partir du 2e bataillon d'artillerie à pied lui-même issu du 2e bataillon d'artillerie de forteresse créé en 1883. Cette unité destinée à la défense des places fortifiées et qui est dissoute en 1914. Ses traditions sont reprises par le 152e régiment. d'artillerie.

## Création et différentes dénominations
- 24 juillet 1883 : création du 2e bataillon d'artillerie de forteresse
- 1893 : 2e bataillon d'artillerie à pied
- 1er mars 1910 : devient 2e régiment d'artillerie à pied après regroupement des 16 bataillons d'artillerie à pied[1]
- 1914 : Dissous[2]

## Chefs de corps
- 1883 : chef d'escadron Baudouin
- 1894 : chef d'escadron Hardy
- 1895 : chef d'escadron Gallois
- 1897 : chef d'escadron Goëtzmann

## Historique des garnisons, combats et bataille
Après la guerre de 1870, le nouveau système fortifié du colonel Séré de Rivières consiste en un rideau défensif de places fortes proches des frontières. 
Une loi du 24 juillet 1883 décide la création de 16 bataillons d'artillerie de forteresse (BAF), à six batteries, pour le 1er septembre suivant. Ces bataillons, formés avec toutes les batteries à pied des régiments d'artillerie existant, seront stationnés dans les places frontières et les ports.

### 2ebataillon d'artillerie de forteresse
Le 2e bataillon d'artillerie de forteresse est créé par la loi du 24 juillet 1883 et formé le 1er septembre 1883 avec des batteries fournies par les :
- 11e régiment d'artillerie
- 17e régiment d'artillerie
- 22e régiment d'artillerie
- 26e régiment d'artillerie

### 2ebataillon d'artillerie à pied
Par décret du 25 juillet 1893, le 2e bataillon d'artillerie de forteresse devient 2e bataillon d'artillerie à pied le 1er janvier 1894.
Il est dissous le 1er mars 1910 lorsque les 18 bataillons d'artillerie à pied sont regroupés en 11 régiments d'artillerie à pied.

### 2erégiment d'artillerie à pied
Le 2e régiment d'artillerie à pied est créé le 1er mars 1910 lorsque les 16 bataillons d'artillerie à pied sont regroupés en 11 régiments d'artillerie à pied. Il occupe les garnisons de Cherbourg, du Havre et de Brest.
La loi du 15 avril 1914 organisa cinq régiments d'artillerie lourde (1er RAL, 2e RAL, 3e RAL, 4e RAL et 5e RAL) comprenant 58 batteries.

Cette organisation sera exécutée à partir du 1er mai 1914 par la transformation de 22 batteries d'artillerie à pied en batteries d'artillerie lourde. 

Ainsi, à la veille de la première Guerre mondiale, le 2e régiment d'artillerie à pied est dissous et ses batteries entrent dans la formation des  1er et 2e régiments d'artillerie lourde.

## Drapeau
Le 2e régiment d'artillerie à pied reçoit un drapeau en 1910, qui ne porte aucune inscription,.

## Sources et bibliographie
- Historiques des corps de troupe de l'armée française (1569-1900)
- Capitaine d'artillerie Leroy : Historique et organisation de l'artillerie : l'artillerie française depuis le 2 août 1914
- Loi du 24 juillet 1909, modifiée par la loi du 15 avril 1914, relative à la constitution des cadres et des effectifs de l'armée active et de l'armée territoriale en ce qui concerne l'artillerie, suivie des instructions du 16 avril et du 8 juin 1914 pour son application